# Pietat Dalfó Vila
Pietat Dalfó Vila   (Palafrugell, 8 de setembre de 1924 - Palafrugell, 16 de març de 2012) va ser una comerciant catalana, fundadora de la Boutique Dalfó. Filla de Josep Dalfó, mestre d'obres de Torroella i d'Enriqueta Vila, treballadora del suro de Palafrugell.
Als 19 anys es va casar amb Dídac Garcia Garcia, que treballava a l'Ajuntament de Palafrugell. Era un noi de Fuente Álamo, fill de miners que juntament amb els set germans, van migrar de petits. El 10 de novembre de 1946 firma el traspàs d'una botiga de "merceria y novedades establecida en la casa de la calle Caballers número 18 de esta villa". D'aquesta manera s'obria el que seria una botiga de moda per a dona, la Boutique Dalfó.
En aquells moments es va desplaçar a Sabadell per aprendre a fer cotilles i sostenidors. Tota la confecció era feta a mida. S'anotava en llibretes personalitzades, les mides de cada clienta i les va anar guardant. El 1994 va reformar l'establiment ampliant-ho, canviant la façana i actualitzant la decoració de l'interior.
Organitzava desfilades benèfiques de moda on venia gent de tota la província de Girona, artistes, músics i actors. Un dels exemples, eren les desfilades que es feien a la sala de festes Els Ametllers, en benefici de la Creu Roja. Va rebre al 1996 la distinció al comerciant que atorgava la Cambra de Comerç de Palamós pels 50 anys de la botiga. Fins ben entrada una edat avançada no va deixar d'estar al cas de les tendències de moda, malgrat que feia una colla d'anys que la filla portava la direcció de la botiga. Va morir el 16 de març de 2012 a l'edat de 87 anys.